# 大チベット

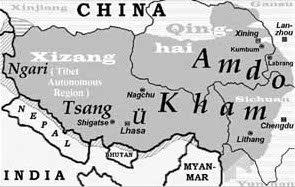
アムド地方とカム地方

大チベット（プー・チェンボ、བོད་ཆེན་པོ、bod chen po）は、9世紀にチベットと中国が講和した長慶の会盟の際に、チベットの国号として使用された呼称で、大蕃と漢語表記された。
また中国とチベット亡命政府などとの間で、チベットの一部または全体を指す地理的用語としても使用される。チベット語で bod chen po、英語で Greater Tibet、中国語で大西蔵区・大西蔵・大蔵区などと表記される。

## 概要
以下のような用法の歴史がある。
- チベットと中国の間で9世紀に締結された国境確定・講和条約(長慶の会盟)においてチベットの国号として使用された呼称。唐蕃会盟碑には「大蕃」「大唐」と漢語表記。
- チベットの古典文献にみえる文学的な地理区分方。中央チベット[1]を除く、アムド地方[2]とカム地方[3]をまとめて呼ぶ地理的呼称のひとつ(プーと大プーを参照)。サンスクリット語で、チベットのインドにちかい部分が「ボータ(Bhota)」、インドから遠い部分が「マハーボータ(Mahabhota)」と呼ばれるのに対応した表現で、チベット人の間ではこの区分が「インドの学者による用法」として認識されている[4]。チベットの古典文献に出現するときは、様々な地域区分法が列挙提示される場合に、その一種として言及される[5]。
- 中国における用法（または中国政府が外国語で発信する諸言語による各種媒体における用法）では、チベット全体を一つの自治的行政単位とするようもとめるダライラマ14世やチベット亡命政府を非難、批判する際に用いられる用語。
- チベット・中国を除く諸外国における用法（Greater Tibetその他など）
- 「大チベット」（Greater Tibet、大西藏（大西藏区）等）という用語に対するチベット亡命政府の見解

## 用法

### チベットにおける「大チベット」の用法
チベットでは、「大チベット」に、「国号としての用法」と、「地域区分方式の一種としての用法」がある。

#### 国号としての「大チベット」
チベットと中国が西暦821-823の三年間をかけて締結した国境画定・平和条約の中では、両国の国号や君主の称号に対し、対等・平等に「偉大なる」という意味の形容詞「チェンボ(chen po)」を冠して、
- 大チベット(bod chen po)と大中国(rgya chen po)
- チベットの君主に対して「チベットの大王(bod gyi rgyal po chen po)・化身せる神ツェンポ('phrul gyI lha btsan po)」
- 中国の君主に対して「中国の大王(rgya'I rgyal po chen po)・中国の主フワンテ(皇帝)(rgya rje hwang te)」

等と記されている(唐蕃会盟碑参照)。

#### 地理区分用語としての「大チベット」
サンスクリット語には、地理的に遠くの場所を「大なる(maha)」と表現する用法があり、チベットについてはインドにちかい部分が「ボータ(Bhota)」、インドから遠い部分が「マハーボータ(Mahabhota)」と呼ばれた。チベットの古典文献にみえるチベットの地域区分方法の一種には、このサンスクリット語による区分方式を踏襲したものがあり、『「プー」(または「小プー」)と「大プー」』(bod cang bod chen po, bod chung dan bod chen)等と表現される(→詳しくは「プーと大プー」を参照。)
この地域区分法において使用される「大チベット(bod chen, bod chen po)」の概念は、アムドとカムを合わせたチベット東部のみをさし、中央チベットは含まない（→プーと大プーを参照）。
「プー(bod)」はチベットを意味するもっとも普通の呼称であるが、「大チベット」と併置された場合には、中央チベットのみを指す地域呼称となるのである。

### チベット亡命政府の見解
チベット亡命政府は、チベットが、自治区とその他の諸省・州等に細分化されているという立場であり、チベット全体を単一の自治行政単位とするよう中国政府に求めている。「チベット」と呼ぶ領域を自治区の部分のみに限定し、本来のチベットの領域を「ダライの提示する大チベット」と呼ぶのは、中国現政権によるプロパガンダ用語だとする。
- インドの学者による用法
「大チベット」という表現は古代インドの学者らによって用いられていたこと。インドと国境を共有する地域、あるいはその近郊が「チベット(Bhota)」であり、それに対してインドから離れた地域が「大チベット(Mahabhota)」と呼ばれていたことを指摘。
- チベット人による用法
チベット人自身による国土の区分には「北部、中部、南部」や、「ウー・ツァン、カム、アムド」や、「三つの地区(Cholka)」という表現が用いられてきたが、「チベット人自身はチベットのいかなる地域を指すのにも「大チベット」という表現を使ったことはなかった」とする。（実際には、チベット人の著作にも上記の「インドの学者の用法」で「大チベット」を用いた例がある）。
- 中国政府のプロパガンダ用語としての「大チベット」
中国政府が、チベット民族の居住地全てを「大チベット」という造語で呼ぶようになったのは1979年以降のことと指摘し、「中国政府は、ダライ・ラマ法王が中国の4分の1に相当する「大チベット」を要求している、と吹聴して国際社会を惑わそうとしている」とのべている。

### 中国における用法
中国において、チベット全体を指して通常用いられる用語は、「西藏和其他藏族地区」、「藏族地区」、「藏区」等である。また、ふるくは元代・明代から清朝の康煕年間までは、チベット全域をさす地域呼称のひとつとして「吐蕃」が使用され続けていた。これに対し、チベットを「大西藏」「大西藏区」「大蔵区」等と呼ぶ呼称は、中国政府（あるいは中国のマスコミ等）が、チベット全体を単一の自治的行政単位として統合するよう求めるダライラマ14世やチベット亡命政府に対し、自治区の部分(西藏の部分)だけを「チベット」とする立場からこれを非難する論調で使われている。彼らが英語で発信する文章にみえる「Greatere Tibet」、日本語で発信する文章にみえる「大チベット」、「大チベット族自治区」、「大チベット区」も同義。

#### 用例
中国における「大チベット」(大西蔵・大西蔵区・大蔵区)の用例は以下の通り。用例では、いずれも「ダライラマ」「ダライ集団」「分裂主義者」に関連して、これらの語が用いられている。
用例1「大西蔵区」 ： 中国マスコミが「チベット亡命政府首相の発言」として使用した例
「我々は全ての西藏人の居住地が、統一されて一つの「大西藏区」が形成されるべきであり、同時にその他の民族はこの「大西藏区」から追い出すよう要求する。」注：「ダライ集団」が提示している「大西藏区」は、西藏自治区以外に青海省全域、甘粛省南部、四川省西部と雲南省西北部を含み、総面積は250万平方キロに達し、中国の国土面積の4分の1を超える。
用例2「大チベット族自治区」 ： 北京週報誌記者と「国家民族事務委員会の数人の責任者」の対話（）
問　ダライの側近がかつて提唱した「大チベット族自治区構想」をどう見るか
答　彼らの考えは全く非現実的で、できるものではない。
用例3「大蔵区」 ： 北京・中央民族学院シェーラプニマ副校長による発言
中央民族大学副校長シェーラプニマは「ダライが提出している大蔵区は現在、西蔵に、内地の四川、雲南、甘粛、青海を含んでいる。これは、歴史上、中国の行政区画の中に存在したことがないものである」とのべた。(中略)ただし西蔵地方政府はいまだかつて西蔵を除くその他の「蔵区」を管轄したことがない。国外に亡命している「分裂分子」は「蔵区」をひとつの政治的実体として持ち出そうとしているのだ。これは意図的に西蔵と蔵区のふたつの概念を混同しようとするものである。
用例4「大蔵区」「大チベット区」 ： 全人代の西蔵代表シンツァ・テンジンチューダク活仏による「大藏区」および「大チベット区」の使用例。
ダライラマの提出した「中間道路」や「大チベット区」をいかに評価するかという質問に対し、(後略)
「いわゆる『中間道路』の核心的内容の一つは『大チベット区』を建設しようとするものだ。
『大チベット区』という言い方はそのほかの少数民族を『大チベット区』から撤去させるだけではなく、(後略)
『大チベット区』は中国の主権を無視するものだ」と述べた。
用例5「大チベット区」 ： 駐大阪中国総領事羅田広の発言
中国国土の四分の一近く占める、歴史上一度も存在したことのない「大チベット区」の建立を堅持する。4、中国に「大チベット区」からの軍の撤退を要求する。5、すべての非チベット民族の住民を「大チベット区」から転出。ダライ・ラマなどの一部の人々は「チベット」と「大チベット区」との二つの概念を混こうし、「チベット区」を一つの政治実体として取り上げており、一部の外国人が中国のチベット族の分布の歴史をあまり知らないことを利用して、祖国を分裂させ、いわゆる「大チベット区」の設立を世論に呼びかけ、最終的にはチベットの独立を企ている。
ーーーーー

「大」を冠さない、チベット全体を示す一般的な用語の用例は以下のとおり。
「藏区」。

说起藏区，人们很自然就想到蓝天、白云下绝世耸立于祖国西南边陲的西藏，想到那里法号悠扬、经幡飘动的金顶寺院；吃糌粑、牛羊肉，喝酥油茶、青稞酒，任高原氧气稀少、紫外线强烈，我自面色黝黑，身体强健，策马奔驰的藏族同胞……

无疑，西藏是中国藏区的中心、世界佛教中独树一帜的一大体系藏传佛教的圣地。但中国藏区并不仅仅是西藏，在位于青藏高原东部、东北部边缘的青海、甘肃、四川、云南等省份的草原上，还分布着广大的藏族聚居区。在藏民族的传统习惯中，这里被称为安多藏区和康巴藏区，它们与过去被称为卫藏的西藏一起，组成了中国的三大藏区。

チベットと言えば、人々は祖国の南西辺境にある青い空と白い雲の下に比類なくそびえ立つ「西藏」をとても自然に思い起こす。そこでは悠揚と念仏が唱えられ、経文を印刷した旗が僧院の金瓦の屋根に翩翻とたなびいている。ツァンパや牛・羊の肉を食べ、バター茶やチンコー酒を飲み、酸素の希薄な高原の大気と強烈な紫外線にさらされて、私は肌が浅黒く、身体壮健な、馬を自由に駆るチベット族同胞と向き合う・・・。

「西藏」が中国チベットの中心であり、世界仏教のなかで独特の一大体系をなしているチベット仏教の聖地であることは疑いもない。しかしながら、中国チベットは、「西藏」だけがそうなのではなく、チベット高原の東部・東北部外縁の青海、甘粛、四川、雲南等の省内の草原上に位置するものであり、そして広大な「チベット族」の「集住地域」に広がっているものなのである。チベット民族の伝統的な習慣では、この(=「チベット」)の中には「アムド人のチベット」と「カム人のチベット」も含まれ、これらは過去に「衛藏」と呼ばれた「西藏」とともに、中国の「3チベット」を構成しているのである。

### 台湾における用法
用例1「大西藏地區」「大西藏區自治區」台湾の財団法人国家政策研究基金会の特約研究員・湯紹成による「蔵独(チベット独立運動)」のレポートには、「ダライは外部勢力の支援をうけて、「大西蔵地区」の自治と非独立を主張し、…」
1997年、李登輝は『台湾の主張』のなかで、「七塊論」のチベットに関する記述がダライの「大西藏區自治區」とはからずも符合している。

## 典拠（文献）
- 文献1：戴延年、厳慶鴻、朱元、埃徳娜・徳雷斯柯爾(Edna, Driscoll)『チベットの「神話」と現実』(北京週報社,1988)
- 文献2：brag dgon pa dkon mchog bstan pa rab rgyas gyis brtsams/ smon lam rgya mtshos zhu dag byas, mdo smad chos 'byung/(deb ther rgya mtsho), kan su'u mi rigs dpe skrun khang(智貢巴・貢去乎丹巴繞布傑著, 毛蘭木嘉措校訂『安多政教史』甘粛民族出版社）, 1982
- 文献3：智観巴・貢却乎丹巴繞吉『安多政教史』甘粛民族出版社, 1989。ISBN 7-5421-0037-8
- 文献4：第十世班禅額爾徳尼・確吉堅賛「通過敬愛的周恩来総理向中央匯報関于西蔵和其他藏族地区群衆的疾苦和対今後工作的建議(1962)」（A Poisoned Arrow:The Secret Report of the 10th Panchen Lama, TIBET INFORMATION NETWORK, London 1997.ISBN 0-953201-1-1-2 ）所収
- 王云峰 「金席大师贡唐仓」(70)(『佛学宝蔵ー法脉相承』)2008-12-05

## 典拠（報道）
- 「达赖集团提出“大西藏区”超中国面积1/4」（「2008年06月14日 12:37中国日报网站」の名義で多数の中国語サイトに引用されている。サンプル:鳳凰資訊）
- 「歷史上並不存在所謂的“大藏區”」新華網2008年04月03日 20:33:57
- 「全人代チベット代表団、トロントで記者会見」「中国網 チャイナネットjapanese.china.org.cn」発信時間：2009-03-22
- 「中國全國人大西藏代表團在多倫多舉行記者會」「新華網 tibet.news.cn」2009年03月22日 11:35:05